# リバース×リバース
『リバース×リバース』は、天乃忍による日本の漫画作品。『LaLa』（白泉社）にて、2019年7月号と8月号に前後編が掲載後、同年11月号と12月号に再び前後編が掲載され、2020年3月号より短期連載を経て、2021年11月号まで本格連載された。
単行本第1巻には作者の過去作品『ラストゲーム』の特別編が収録されている。

## あらすじ
トラウマにより男性が苦手な七瀬雛は、全寮制名門女子高の清歌女学院に入学した。ハンカチを落とし、拾ってくれた男性に声をかけられて困っていた雛は、雪野楓に助けられる。中学時代に書いていた自作小説に登場させていた理想のキャラクターに似ている楓に感激する雛。そんな楓と寮で同室になる。楓の幼馴染・優里と楓の絵になる姿を観察していた雛は、楓に見つかり、2人と話をして仲良くなる。雛から「大好き」だと言われた楓だが、雛の男嫌いの原因となった男の子の正体は楓であった。
雛を好きだと自覚した楓だが、雛を好きになる資格がないと考え、3年間良き女友達でいると決意をする。
男性恐怖症を克服したいと考えた雛が合コンに挑もうとしたため、楓は阻止するために双子の弟の葵という設定で男の格好で会う。
楓が持つお守りの中身が、以前破かれた自分の原稿だと知った雛。わけがわからない状態のところに樹から「楓は男ではとこだった」と言われ、2人で真相を確かめることになる。楓がトラウマの男の子だったことを知る雛。しかし楓と一緒にいたいと考えた雛は、楓が実は男であると知ったことを気づかれないように生活すると誓うのであった。

## 登場人物
七瀬 雛（）
男性が苦手。寮の部屋は104号室。高校からの奨学生。文芸部に所属している。
子供のころは小説家になりたいと考えていた。自身の書いた小説の原稿を破いた男の子を一生許さないと考えている。
雪野 楓（）
寮で雛の同室。品行方正、文武両道、才色兼備のため、全校生徒の憧れの的。高校からの奨学生。亡くなった母が女優だったため、子供のころから役者に憧れていた。演劇部に入部した。
本名は澤菱楓（さわびしかえで）で、性別は男。雪野は母方の姓。
天海 優里（）
楓の幼馴染でいとこ。理事長の娘。中等部から清歌女学院に通っている。楓の事情を知っており、雛と楓が同室になるように仕組んだ。
澤菱 樹（）
清陵高等学院生徒会の書記。楓に憧れている。柔道で県大会に出たことがある。
楓のはとこ。
鷹宮（）
清陵高等学院の生徒会長。
葉山 令（）
演劇部副部長の2年生。

## 評価
女子マンガ研究家・小田真琴によると、本作は2021年6月時点で『LaLa』で連載されている漫画作品の中で、本作を「特にお気に入りの3作」に選んでいる。「白泉社お得意のフリーダムなジェンダー観は今も健在」で、本作は「これぞ白泉社!これぞLaLa!といった楽しさに満ちあふれて」いるという。雛の眼鏡を外すと美少女という王道の展開や、小田のようなストレートな男性からすると夢のような状況でも楓は困惑しているところなどが本作の良さであり、「困っている男子は魅力的」というテーゼを読み取ることができる。本作について「天乃のサービス精神が遺憾なく発揮された極上のエンタメ作品」と評価している。

## 制作背景

### 構想
本作はもともと、「秘密を共有しない女装もの」というテーマで『ラストゲーム』より前から読み切りとして構想されていた。「主人公の女の子が、実は男の子だと知らずにミステリアスな同室の女の子にドキドキする」というような展開を天乃は考えたが、「女装して女子高に通いながら、同室の女の子をドキドキさせるような行動を取る男の子」の感情について疑問を抱き、考え直したという。男の子のキャラクターを組み立てることができず、一旦寝かせていたネタであったが、「男の子の視点から、同室の女の子が女装している自分を女の子として好いてきて困惑する」ような構図にしたところ、天乃は描けそうだと思いつき、本作が描き始められた。

### 天乃の楽しみ
本作について天乃は、「いろんな立場やスタンスを描けるのが楽しい」という。かっこいい男の子を描くことが少し苦手な天乃は、「楓を男の子なんだけど女の子の姿で描ける」ことが嬉しいと語っている。
印象に残っているエピソードとして、天乃は第11話を挙げている。理由は「勘違いコメディのようなものが大好き」な天乃が、「女装している設定なのに、さらに男装させられるっていうシチュエーションは絶対に描く」と決意していたからである。

### 作品への想い
天乃によるとコミカルなシーンのセリフやモノローグは「描きながら自然に出てくる」といい、本作では「優里の視点が自分に近い」という。読者には「神様視点で2人がわちゃわちゃしてるのを楽しんでほしい」、と思い本作を描いている。

## 書誌情報
- 天乃忍『リバース×リバース』白泉社〈花とゆめコミックス〉、全4巻 
  1. 2020年2月5日発売[5][8]、ISBN 978-4-592-22036-7
  2. 2020年10月5日発売[9]、ISBN 978-4-592-22037-4
  3. 2021年7月5日発売[10]、ISBN 978-4-592-22038-1
  4. 2021年12月3日発売[11]、ISBN 978-4-592-22039-8